# United Artists Records
United Artists Records ("UAR") è stata una casa discografica fondata nel 1958 negli Stati Uniti da Max E. Youngstein della United Artists. Rimasta attiva fino al 1979 (quando è confluita nella Capitol Records), era inizialmente destinata alla realizzazione e distribuzione di colonne sonore dei film prodotti dallo studio cinematografico.
Successivamente ha diversificato il suo campo d'azione producendo album discografici e singoli di musica leggera, musica popolare, musica country, musica pop e rock and roll..
Nel 1968 incorporò la Liberty Records.

## Artisti
Artisti che hanno fatto parte della scuderia UA Records:
- 999.
- The Animals (Jet)
- The Angels (Ascot)
- Paul Anka
- Shirley Bassey
- The Beatles (US)
- Bad Boy
- Brinsley Schwarz
- Ronald Buchter (Ascot)
- The Buzzcocks
- Can
- Al Caiola (Ultra Audio)
- Andrea Carroll
- Cher
- Bill Conti
- Pat Cooper
- Cornelius Brothers & Sister Rose
- The D-Men  (Veep & United Artists)
- Spencer Davis Group (US)
- Dr. Feelgood
- Patty Duke
- The Easybeats
- Electric Indian
- Electric Light Orchestra (United Artists & Jet)
- The Exciters
- Broderick Falconer
- Ferrante & Teicher (Ultra Audio and United Artists)
- George Fischoff
- Crystal Gayle
- Bobby Goldsboro
- Bill Haley & His Comets
- Hawkwind
- Help Yourself
- Leroy Holmes
- The Highwaymen
- Jay and the Americans
- Marv Johnson
- George Jones
- Samantha Jones
- Gordon Lightfoot
- Little Anthony and the Imperials (DCP, Veep & United Artists)
- Little Romeo and the Casanovas (Ascot)
- Man
- Manfred Mann (Ascot & United Artists)
- Nathaniel Mayer
- Don McLean
- Bobbi Martin
- George Martin
- Garnett Mimms
- Melba Montgomery
- Maxine Nightingale
- Gene Pitney (Musicor)
- Mark Radice
- Gerry Rafferty
- Chris Rea
- Del Reeves
- Johnny Rivers
- Kenny Rogers
- Jimmy Roselli
- Merrilee Rush
- Jean Shepard
- Dusty Springfield (US)
- The Stranglers
- The Tammys
- Traffic (US)
- Ike & Tina Turner
- The Ventures
- War (Far Out Productions)
- Wess and the Airedales
- Dottie West
- George Williams
- Bobby Womack